# Jan Peeters (homme politique)
 (mai 2022).
Si vous disposez d'ouvrages ou d'articles de référence ou si vous connaissez des sites web de qualité traitant du thème abordé ici, merci de compléter l'article en donnant les références utiles à sa vérifiabilité et en les liant à la section « Notes et références ».
Pour les articles homonymes, voir Jan Peeters.
Jan E.A. Peeters, né le 12 janvier 1963 à Herentals est un homme politique belge flamand, membre du Sp.a.

## Biographie
Jan Peeters est licencié en sciences politiques et sociales ; employé.

## Fonctions politiques
- Ancien secrétaire de la Chambre.
- Ancien ministre des Pensions, de la Sécurité, de l'Intégration sociale et de l'Environnement.
- Ancien secrétaire d'Etat à la Sécurité, adjoint au ministre de l'Intérieur et secrétaire d'Etat à l'Intégration sociale et à l'Environnement, adjoint au ministre de la Santé publique.
- Bourgmestre de Herentals.
- Député fédéral du 24 novembre 1991 au 6 mai 2010.

## Honneurs
- Commandeur de l’ordre de Léopold II.